# Gnila
Gnila (izvirno srbsko Гнила) je naselje v Srbiji, ki upravno spada pod Občino Tutin; slednja pa je del Raškega upravnega okraja.

## Demografija
V naselju živi 10 polnoletnih prebivalcev, pri čemer je njihova povprečna starost 31,8 let (34,6 pri moških in 28,9 pri ženskah). Naselje ima 3 gospodinjstev, pri čemer je povprečno število članov na gospodinjstvo 4,67.
|  |

| Demografija | Demografija     | Demografija     |
| Leto        | Št. prebivalcev | Št. prebivalcev |
| ----------- | --------------- | --------------- |
|             |                 |                 |
|             |                 |                 |
|             |                 |                 |
|             |                 |                 |
| 1948        | 35              |                 |
| 1953        | 39              |                 |
| 1961        | 47              |                 |
| 1971        | 35              |                 |
| 1981        | 34              |                 |
| 1991        | 13              | 13              |
| 2002        | 15              | 14              |
|             |                 |                 |

| Etnična sestava po popisu iz leta 2002 | Etnična sestava po popisu iz leta 2002 | Etnična sestava po popisu iz leta 2002 | Etnična sestava po popisu iz leta 2002 | Etnična sestava po popisu iz leta 2002 |
| -------------------------------------- | -------------------------------------- | -------------------------------------- | -------------------------------------- | -------------------------------------- |
| Bošnjaki                               | Bošnjaki                               |                                        | 14                                     | 100,0%                                 |
| Neznano                                | Neznano                                |                                        | 0                                      | 0,0%                                   |